# Grbač
Grbač (grbak, dragušac; lat. Rorippa), kozmopolitski biljni rod iz porodice  krstašica
Sastoji se od osamdesetak vrsta jednogodišnjeg i dvogodišnjeg raslinja i trajnica, od kojih 7 vrsta i jedan hibrid raste i u Hrvatskoj (hrv. imena su im uz njihove latinske nazive).

## Vrste
1. Rorippa alpina (S.Watson) Rydb.
2. Rorippa amphibia (L.) Besser, amfibijski grbač
3. Rorippa ampullicarpa V.I.Dorof.
4. Rorippa apetala Y.Y.Kim & B.U.Oh
5. Rorippa aquatica (Eaton) E.J.Palmer & Steyerm.
6. Rorippa aspera (L.) Maire
7. Rorippa atlantica (Ball) Maire
8. Rorippa aurea (Boiss. & Heldr.) Hub.-Mor.
9. Rorippa austriaca (Crantz) Besser, austrijski grbač
10. Rorippa austroamericana Mart.-Laborde
11. Rorippa backeri (O.E.Schulz) Jonsell
12. Rorippa barbareifolia (A.DC.) Kitag.
13. Rorippa beckii Al-Shehbaz
14. Rorippa behcetii Ilçim
15. Rorippa benghalensis (DC.) H.Hara
16. Rorippa bonariensis (Poir.) Macloskie
17. Rorippa brachycarpa (C.A.Mey.) Hayek
18. Rorippa calycina (Engelm.) Rydb.
19. Rorippa cantoniensis (Lour.) Ohwi
20. Rorippa clandestina (Spreng.) J.F.Macbr.
21. Rorippa cochlearioides (Roth) Al-Shehbaz & Jonsell
22. Rorippa columbiae (Suksd. ex B.L.Rob.) Suksd. ex Howell
23. Rorippa coxii (F.Phil. ex Phil.) L.E.Navas
24. Rorippa cryptantha (Hochst. ex A.Rich.) A.Robyns & Boutique
25. Rorippa crystallina Rollins
26. Rorippa curvipes Greene
27. Rorippa curvisiliqua (Hook.) Bessey ex Britton
28. Rorippa cygnorum Keighery
29. Rorippa dentata (L.) O.Bolòs & Vigo
30. Rorippa dictyosperma (Hook.) L.A.S.Johnson
31. Rorippa dietrichiana Hewson
32. Rorippa dubia (Pers.) H.Hara
33. Rorippa elata (Hook.f. & Thomson) Hand.-Mazz.
34. Rorippa eustylis (F.Muell.) L.A.S.Johnson
35. Rorippa fluviatilis (E.Mey. ex Sond.) Thell.
36. Rorippa gigantea (Hook.f.) Garn.-Jones
37. Rorippa globosa (Turcz. ex Fisch. & C.A.Mey.) Hayek
38. Rorippa hayanica Maire
39. Rorippa hengduanshanensis Q.J.Zheng, C.C.Yu, T.S.Han & Y.W.Xing
40. Rorippa hilariana (Walp.) Cabrera
41. Rorippa hispida (Desv.) Britton
42. Rorippa hybosperma (O.E.Schulz) Jonsell
43. Rorippa icarica Rech.f.
44. Rorippa indica (L.) Hiern
45. Rorippa insularis Jonsell
46. Rorippa intermedia (Kuntze) Stuckey
47. Rorippa islandica (Oeder ex Murray) Borbás,  islandski grbač
48. Rorippa kerneri Menyh.
49. Rorippa kurdica (Boiss. & Hausskn.) Hedge
50. Rorippa laciniata (F.Muell.) L.A.S.Johnson
51. Rorippa lippizensis (Wulfen) Rchb., raznolisni grbač
52. Rorippa madagascariensis (DC.) H.Hara
53. Rorippa mandonii (E.Fourn.) Mart.-Laborde
54. Rorippa megasperma Stuckey
55. Rorippa mexicana (Moc., Sessé & Cerv. ex DC.) Standl. & Steyerm.
56. Rorippa micrantha (B.Heyne ex Roth) Jonsell
57. Rorippa microtitis (B.L.Rob.) Rollins
58. Rorippa millefolia (Baker) Jonsell
59. Rorippa munbyana (Boiss. & Reut.) Maire
60. Rorippa nana (Schltdl.) J.F.Macbr.
61. Rorippa neocaledonica Jonsell
62. Rorippa nikkoensis H.Hara
63. Rorippa nudiuscula (E.Mey. ex Sond.) Thell.
64. Rorippa palustris (L.) Besser, močvarni grbač
65. Rorippa peekelii (O.E.Schulz) Royen
66. Rorippa philippiana (Speg.) Macloskie
67. Rorippa pinnata (Sessé & Moc.) Rollins
68. Rorippa portoricensis (Spreng.) Stehlé
69. Rorippa prolifera (Heuff.) Neilr.
70. Rorippa pyrenaica (All.) Rchb., pirenejski grbač
71. Rorippa ramosa Rollins
72. Rorippa sarmentosa (G.Forst. ex DC.) J.F.Macbr.
73. Rorippa schlechteri (O.E.Schulz) Royen
74. Rorippa sessiliflora (Nutt.) Hitchc.
75. Rorippa sinuata (Nutt.) Hitchc.
76. Rorippa spasskajae V.I.Dorof.
77. Rorippa sphaerocarpa (A.Gray) Britton
78. Rorippa subumbellata Rollins
79. Rorippa sylvestris (L.) Besser,  šumski grbač
80. Rorippa tenerrima Greene
81. Rorippa teres (Michx.) Stuckey
82. Rorippa thracica (Griseb.) Fritsch
83. Rorippa vallicola V.I.Dorof.
84. Rorippa ventanensis Boelcke
85. Rorippa wolgensis Fursajev ex Laktionov & Mavrodiev
86. Rorippa ×anceps (Wahlenb.) Rchb.
87. Rorippa ×armoracioides (Tausch) Fuss,  hrenoliki grbač
88. Rorippa ×astyla (Rchb.) Rchb.
89. Rorippa ×brachyceras (Honda) Kitam. ex T.Shimizu
90. Rorippa ×danubialis Borbás
91. Rorippa ×erythrocaulis Borbás
92. Rorippa ×filarszkyana (Prodan) Jáv.
93. Rorippa ×haynaldiana Borbás
94. Rorippa ×hungarica Borbás
95. Rorippa ×kullodensis Prodan
96. Rorippa ×laeta Nyár. & Prodan
97. Rorippa ×menyharthiana Borbás
98. Rorippa ×neogradensis Borbás
99. Rorippa ×stenophylla Borbás ex Nyman